# مدرسفیلد
مدرسفیلد (به انگلیسی: Madresfield) یک روستا و محله مدنی در بریتانیا است که در Malvern Hills واقع شده‌است.